# Иречек (село)
Вижте пояснителната страница за други значения на Иречек.
Иречек е село в Североизточна България. То се намира в община Каварна, област Добрич.

## География
Релефът около селото е предимно равнинен и около него има хиляди декари плодородна земя. През селото минава малък поток, който дава възможност за добро напояване на градините. Населението на селото непрекъснато намалява, защото са останали само възрастни хора. Постоянно живеещи няма. Селото е много спокойно място за уикенд почивки, както и за биопроизводство на плодове и зеленчуци. В близост има ветрогенератори, които не причиняват никакъв шум в селото. Няма никакви промишлени замърсители на въздуха, почвата или водата.
Срещат се диви фазани, зайци, лисици и ястреби. Намира се на 12 км западно от гр. Каварна.

## История
Селото е създадено през 20-те години на миналия век, като там са се заселили предимно хора от по-отдалечени райони на страната. Към всяка къща държавата е отпускала по 2,5 дка. земя, чрез която семействата да се изхранват. Селото е наброявало към 30-40 къщи. Строени са предимно от кирпич, камъни и тухли. Населението е основно от българи. В годините населението постепенно намалява, поради „бягството“ на младите към градовете.

## Население
Преброяване на населението през 2011 г.
Численост и дял на етническите групи според преброяването на населението през 2011 г.:
|                     | Численост | Дял (в %) |
| Общо                | 6         | 100,00    |
| Българи             | 0         | 0,00      |
| Турци               | 0         | 0,00      |
| Цигани              | 0         | 0,00      |
| Други               | 0         | 0,00      |
| Не се самоопределят | 0         | 0,00      |
| Неотговорили        | 3         | 50        |

## Културни и природни забележителности
Селото се намира върху най-плодородната почва в България – чернозема. В околностите му има изкуствени горски пояси и храстовидна растителност. Поради спокойния район тук местообитание намират много фазани, които се срещат свободно в селото. Районът е много подходящ за отглеждане на пчели, поради което много от дворовете сега са пчелини с над 500 кошера общо. Добива се мед от рапица, акация, магарешки бодил, лавандула, слънчоглед и букет с много от местните билки.

## Други
Морският нос Иречек на остров Сноу в Антарктика е наименуван в чест на Константин Иречек, и във връзка със селищата Иречек и Иречеково в Югоизточна България.